# Hopsin
Hopsin, pseudonimo di Marcus Jamal Hopson (Los Angeles, 18 luglio 1985), è un rapper, produttore discografico e attore statunitense.

## Biografia
Marcus Hopson è nato il 18 luglio 1985 a Los Angeles ed è cresciuto a Panorama City nella San Fernando Valley in California. Frequentò la James Monroe High School.

All'età di 14 anni si spostò a Maryland per un anno, ed è proprio lì che ha colto il suo talento per il rap all'età di sedici anni finché nel 2003 non ne fece una professione. Nello stesso anno produsse la maggior parte delle tracce presenti nel suo primo album "Emurge". Lasciò il liceo nel 2004, all'ultimo anno, per seguire una carriera nella musica.
Nominò Eminem come rapper che lo portò ad interessarsi alla musica hip hop.

## Carriera Musicale

### 2007-2009: Problemi con la Ruthless Records e la nascita della Funk Volume
Inizialmente Hopsin ebbe un contratto discografico con la Ruthless Records nel 2007. Lui era un disperato tentativo di riportare la record label alla sua passata gloria.

Il singolo di debutto di Hopsin "Pans In the Kitchen" uscì il 27 maggio 2008. Tuttavia l'album Gazing at the Moonlight non fu rilasciato fino al 27 ottobre 2009 con pochissima pubblicità. Poco tempo dopo Hopsin lasciò la record label per mancanza di comprensione, supporto artistico e pubblicità.

Subito dopo aver lasciato la Ruthless Records, Hopsin fondò la sua record label indipendente, la Funk Volume, con Damien Ritter. SwizZz, il fratello minore di Damien Ritter e un ex-compagno di scuola di Hopsin alla Monroe High, fu il primo artista ad entrare a far parte della Funk Volume.

Poco dopo aver fondato la Funk Volume, Hopsin e SwizZz pubblicarono un mixtape collaborativo chiamato Haywire nel Giugno 2009 per promuovere la label.

## Carriera da attore
Hopsin iniziò la sua carriera da attore apparendo come ruolo di supporto in alcuni film e serie tv della Disney Channel come Il mio ragazzo è un bastardo, Even Stevens, Lizzie McGuire, Cold Case - Delitti irrisolti, Malcolm e Una mamma per amica e molti altri.
Il suo ruolo più famoso, fu quello in Raven, in cui lavorò per svariati anni sin dall'età di 15 anni. In tutto il corso delle sue apparizioni ebbe solo una parte in cui parla.

## Visione su droghe e alcol
Hopsin è contro l'uso di droga e alcol, e spesso criticò gli intrattenitori mainstream per il loro promuoverne l'utilizzo ai giovani. In alcune delle sue tracce, come "Nocturnal Rainbows", enfatizza la sua avversione verso le droghe. Hopsin afferma di star cercando di essere un rapper con un'influenza positiva sulle persone che ascoltano la sua musica.

## Discografia
- 2008 – Emurge
- 2009 – Gazing at the Moonlight
- 2010 – RAW
- 2013 – Knock Madness
- 2015 – Pound Syndrome
- 2017 – No Shame

## Filmografia

### Film
| Titolo                                          | Anno | Ruolo               | Altre note            |
| ----------------------------------------------- | ---- | ------------------- | --------------------- |
| Max Keeble alla riscossa                        | 2001 | Ragazzo della pizza | Comparsa              |
| Fame - Saranno famosi                           | 2009 | Rapper              | Comparsa              |
| Bomb the World                                  | 2010 | Protagonista        | Ruolo da protagonista |
| Independent Living: The Funk Volume Documentary | 2013 | Se Stesso           | Se Stesso             |

### Televisione
| Titolo              | Anno | Ruolo    | Altre note |
| ------------------- | ---- | -------- | ---------- |
| Raven               | 2002 | Studente | Comparsa   |
| Murder In The First | 2015 | Fatty B  |            |

### Video games
| Titolo           | Anno | Ruolo     | Console              |
| ---------------- | ---- | --------- | -------------------- |
| Battle Rap Stars | 2011 | Se Stesso | Per Android & iPhone |